# Smocza Jama (Kraków)
Smocza Jama – jaskinia krasowa w obrębie zrębu Wawelu, jedna z turystycznych atrakcji Krakowa. Z jaskinią wiąże się legenda o Smoku Wawelskim. W 1972 przed wejściem do niej ustawiono rzeźbę Smok Wawelski autorstwa Bronisława Chromego.

## Historia

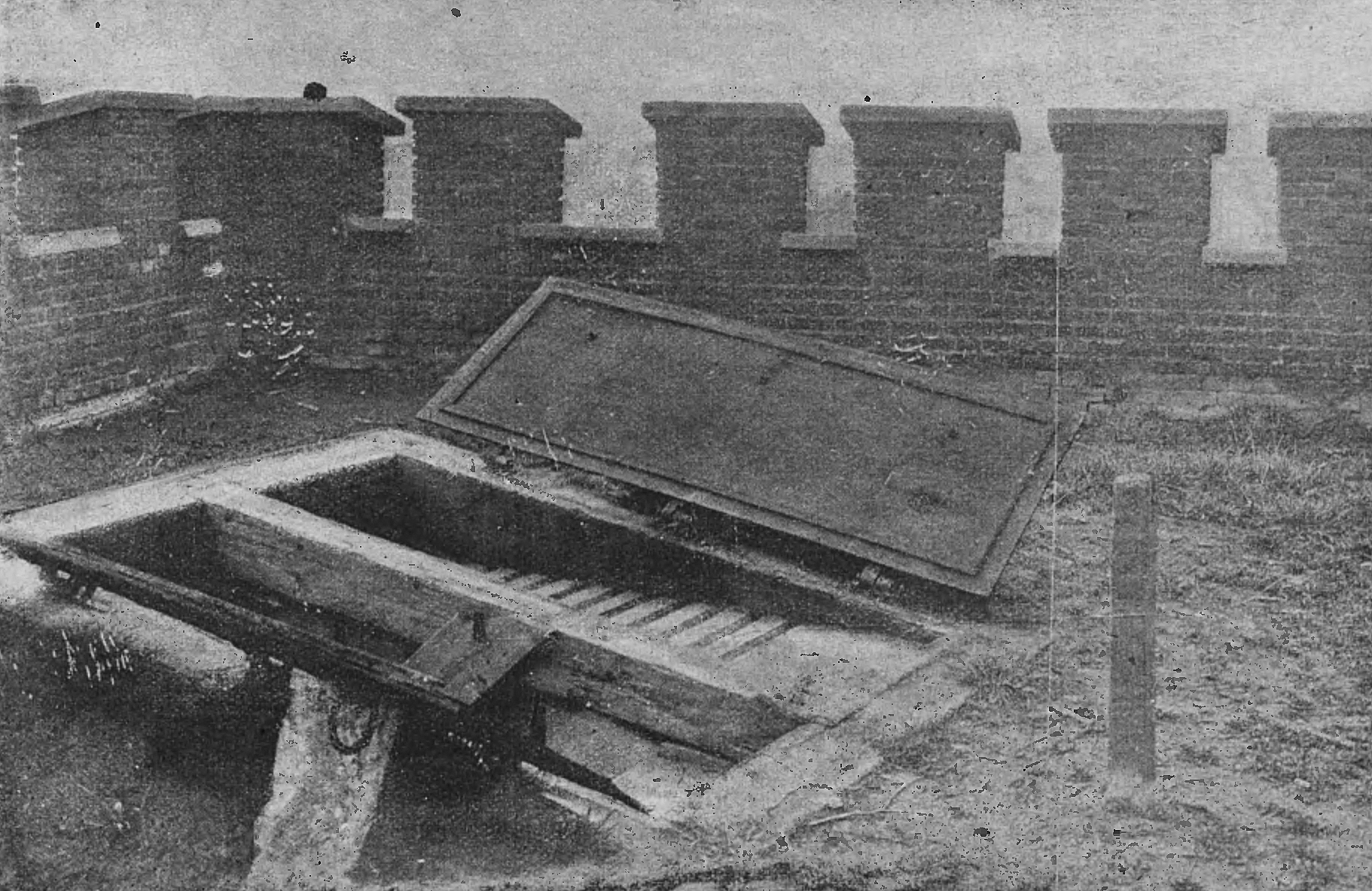
Stare wejście do Smoczej Jamy

Jaskinia ta, jak i inne w obrębie wzgórza wawelskiego, znana była od dawna. Wspomina o nich już Jan Długosz, jednak pierwsza pisemna wzmianka o tej konkretnej jaskini pochodzi z I połowy XVI w. W 1565 król Zygmunt II August ze względów bezpieczeństwa polecił zamurować otwory, gdyż zamieszkiwali w nich włóczędzy, żebracy, biedota itp. Niedługo później jednak Smocza Jama znów była użytkowana, istniała tam ciesząca się szeroką sławą karczma (opisał ją w wierszu Jan Andrzej Morsztyn), a nawet dom publiczny.
Pod koniec XVIII w. dolne wejście od strony Wisły zamurowano w związku z pracami fortyfikacyjnymi. Istniały dwa otwory w stropie, jeden z nich wykorzystał w 1829 Ambroży Grabowski w celu dostania się do jaskini; wnętrze jednak było zagruzowane, w miejscu, gdzie przebiegały nad Smoczą Jamą mury obronne, wymurowano podtrzymujące filary. Rok później otwory te zamurowano, jednak w 1842 Senat Wolnego Miasta Krakowa nakazał odgruzowanie jaskini i udostępnienie jej publiczności. Po zajęciu miasta przez Austriaków, dolny otwór ponownie zamurowano, wykuto również studnię, którą w 1918 wykorzystał prof. Szyszko-Bohusz do wybudowania kręconych schodów prowadzących do Smoczej Jamy (136 stopni); wtedy też zainstalowano oświetlenie elektryczne. 3 sierpnia została udostępniona do zwiedzania publiczności. Dochód z biletów wstępu miał pokryć część kosztów jej odnowienia. W 1974 górnicy pod nadzorem naukowców z Akademii Górniczo-Hutniczej w Krakowie przystosowali jaskinię dla zwiedzających.

## Opis
Główny ciąg jaskini stanowi trasa turystyczna o długości 82 metrów. Rozpoczyna się ona na terenie zamku na Wawelu, za pomocą kręconych schodów o długości ok. 21 metrów zwiedzający dostają się do jaskini. Na trasie znajdują się trzy komory, największa o długości 25 metrów i wysokości do 10 metrów. W niektórych miejscach ściany i sklepienie jaskini wzmocnione są ceglanymi murami i filarami, jeden z nich zasłania komin prowadzący do innego otworu jaskini. Wyjście znajduje się poza obrębem murów zamku, w pobliżu koryta Wisły.
Pozostałe części jaskini są niedostępne dla turystów. Stanowią je dwa ciągi korytarzy: pierwszy rozpoczynający się w pobliżu wyjścia, prowadzi w kierunku południowym w stronę rzeźby Smoka Wawelskiego. Do drugiego, znacznie dłuższego, uzyskano dostęp po przebiciu tunelu w 1974. Jest to system niewielkich sal i korytarzy z syfonem w początkowej części. Osobliwością znajdujących się tam jeziorek jest rzadki skorupiak – studniczek tatrzański.

## Badania naukowe
Pierwsze badania naukowe Smoczej Jamy prowadzono w drugiej połowie XIX w. (prof. Alojzy Alth w 1874). Od 1966 trwały kompleksowe badania, m.in. w celu zabezpieczenia jaskini przed zawaleniem. W 1974 przebito czterometrowy tunel do nieznanych korytarzy zlokalizowanych metodami geofizycznymi. W wyniku badań speleologicznych, m.in. w 1983, 1995 i 1996, odkryto dalsze partie jaskini. W 2005 opublikowano wyniki badań wód jaskiniowych, zarówno z jeziorek, jak i pobranych ze stropu jaskini (przesączających się). Ustalono, że wody te są zmineralizowane (do 1013 mg/litr w jeziorkach i do 2841 w wodzie kapiącej) i mają inny skład niż typowe wody w jaskiniach, są też silnie zanieczyszczone. Pochodzenie wody w tej jaskini nie jest do końca jasne, ale ma ona co najmniej dwa źródła pochodzenia, być może z Wisły i z migracji wód podziemnych ze strefy śródmieścia Krakowa.

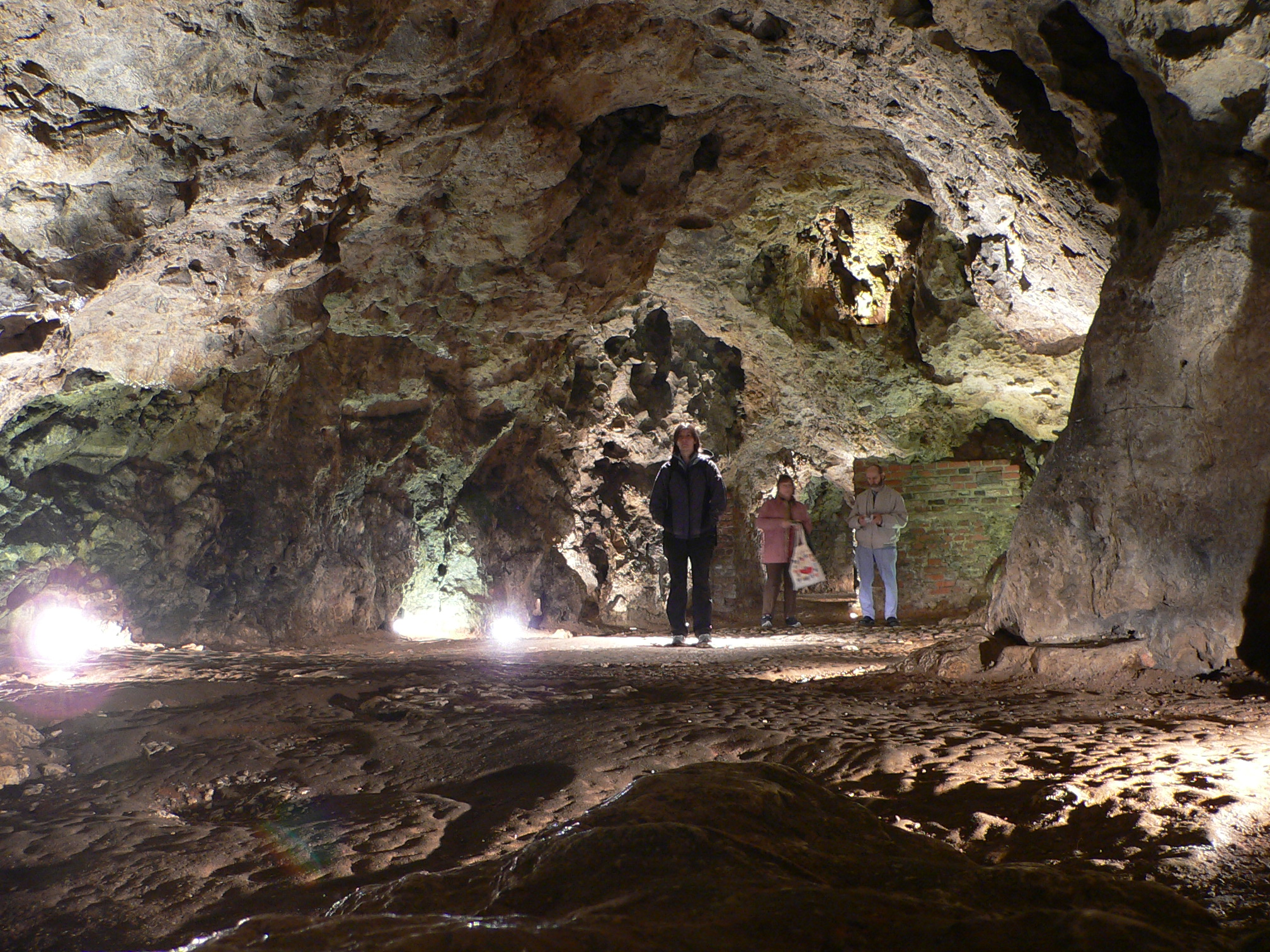
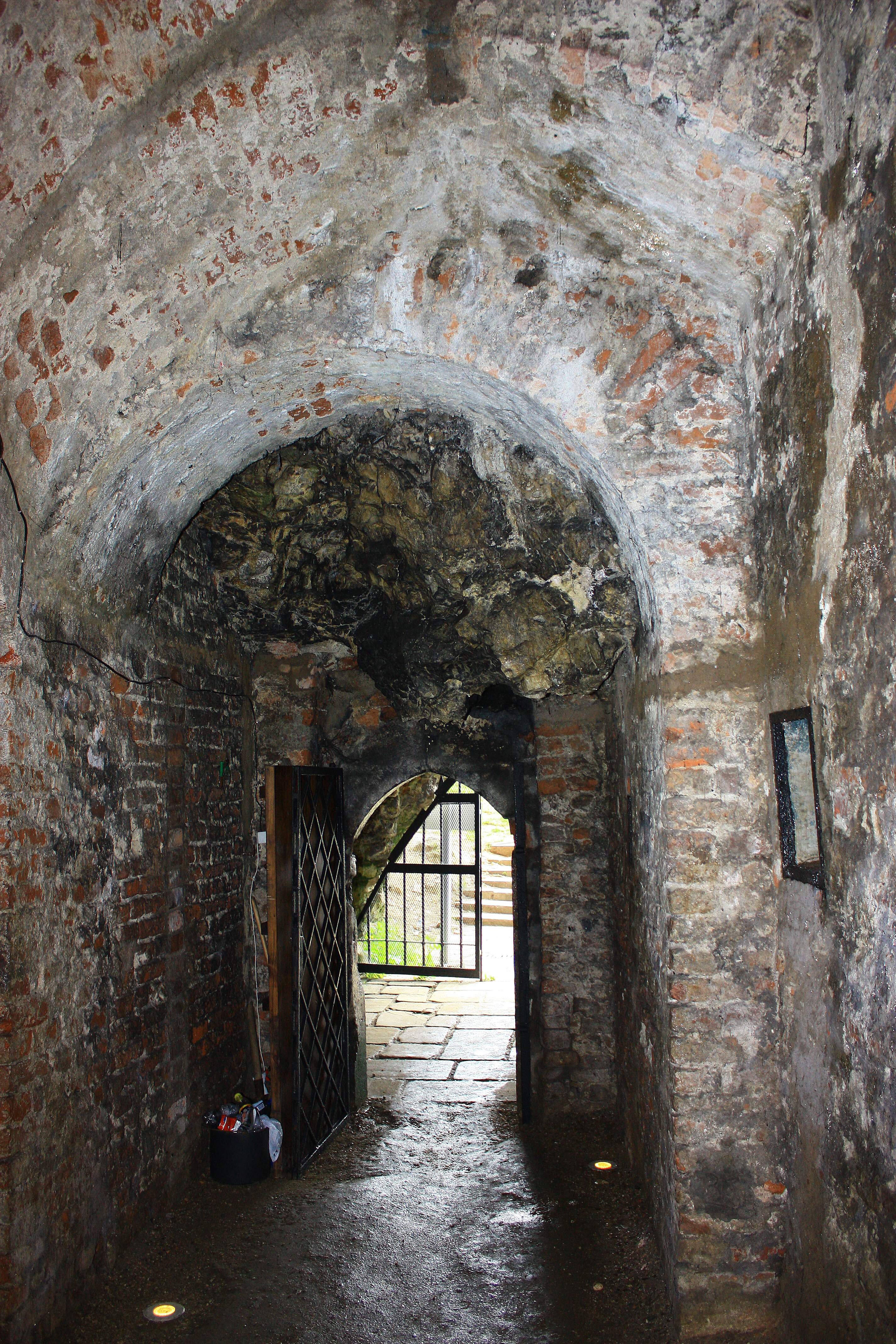
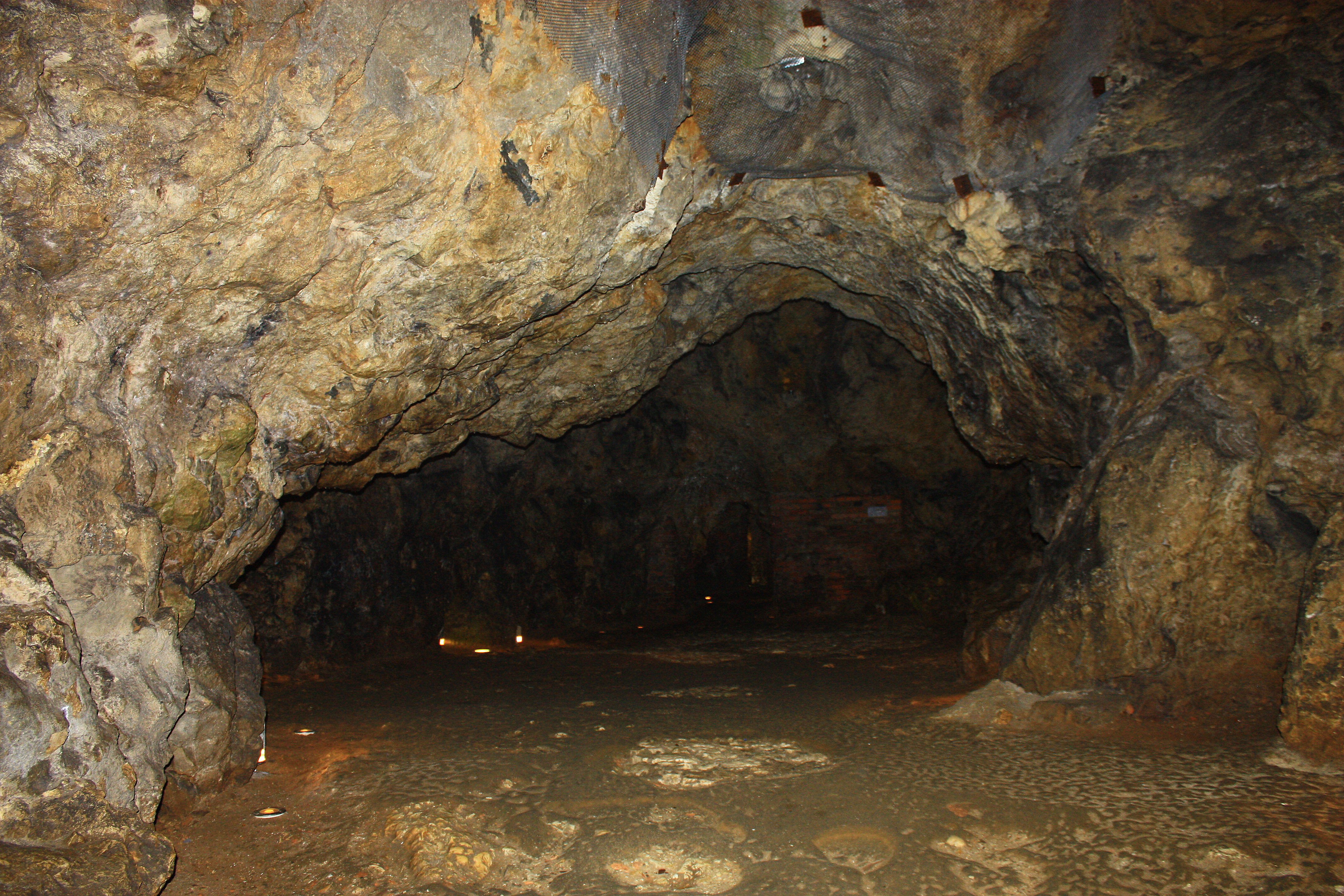
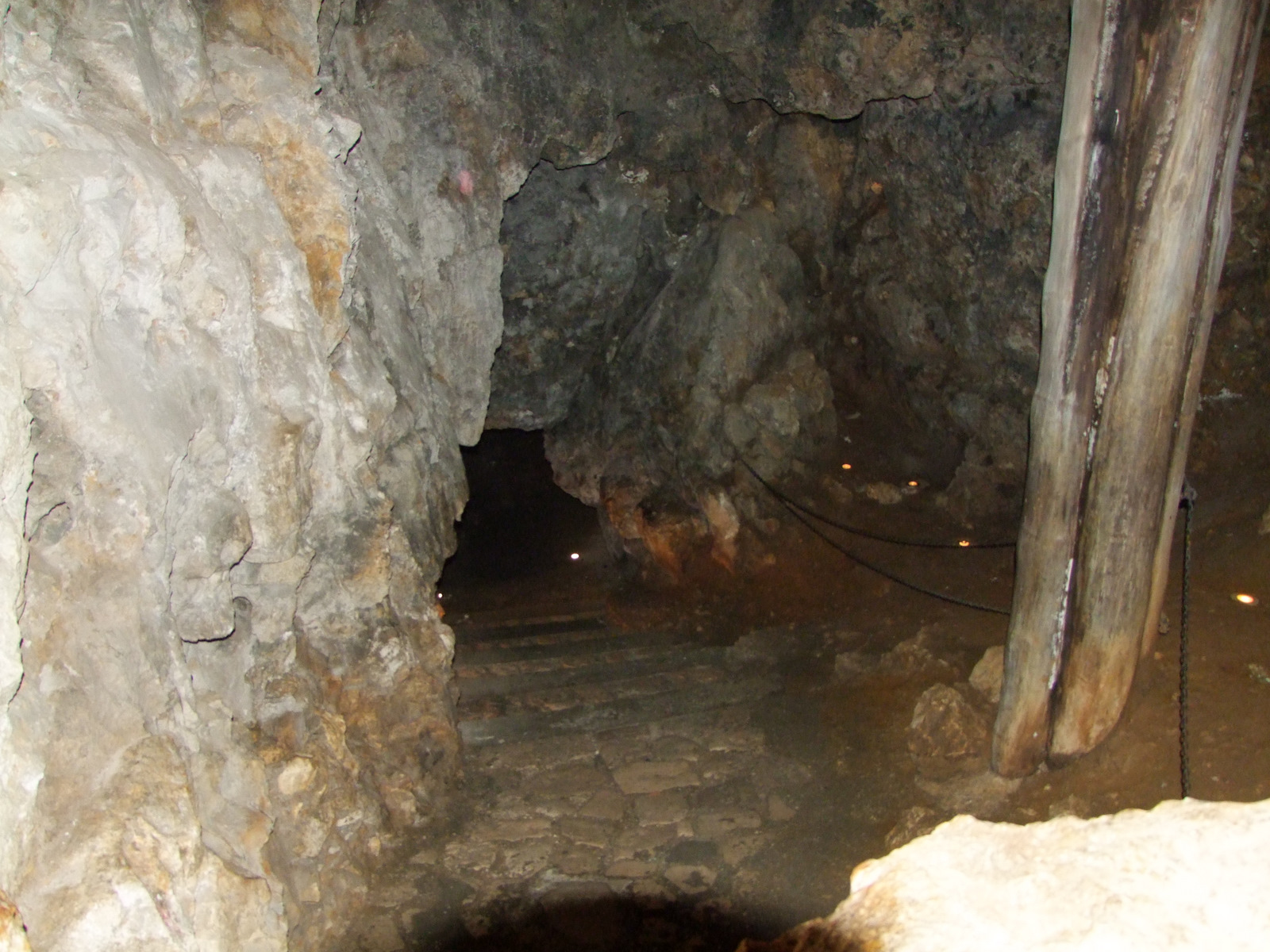
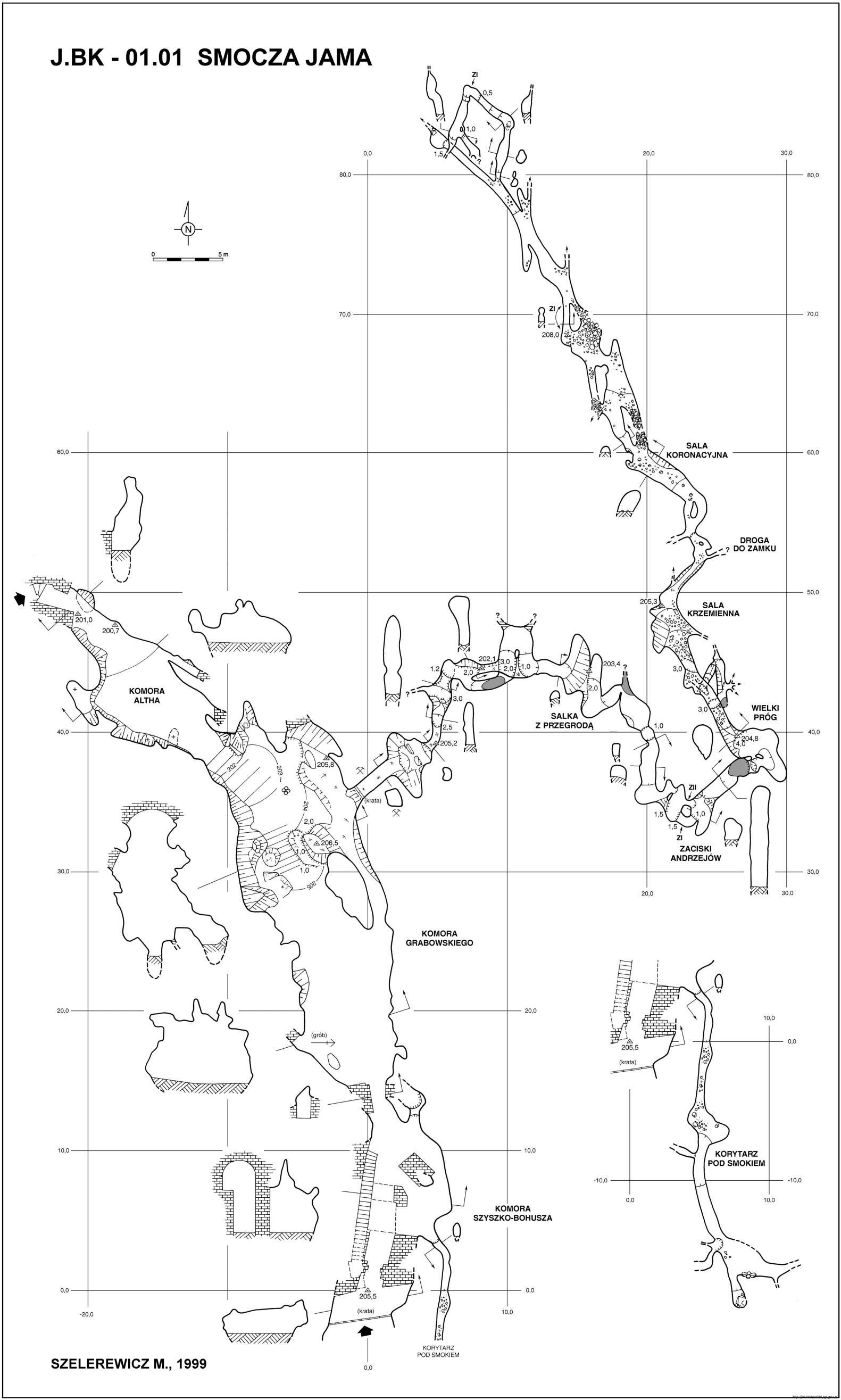
Plan